# Antakalnis-Progymnasium Vilnius
Das Antakalnis-Progymnasium Vilnius (lit. Vilniaus Antakalnio progimnazija) ist ein Progymnasium mit acht Klassen im Stadtteil Antakalnis der litauischen Hauptstadt Vilnius.
Es gibt 137 Mitarbeiter, davon sind etwa 60 Lehrer. Seit Dezember 2018 gibt es die Mitarbeiter-Gewerkschaft der Schule.

## Geschichte
Während der polnischen Okkupationszeit wurde 1930 das Schulgebäude  gebaut. In Antakalnis gab es in der Zeit Sowjetlitauens mehrere allgemeinbildende Schulen. Durch den Beschluss  vom 2. Mai 2012  der Stadt Vilnius wurde eine Reorganisation durchgeführt, nachdem die Antakalnis Mittelschule in das  Antakalnis-Gymnasium Vilnius und das  Antakalnis-Progymnasium Vilnius umgewandelt wurde.
Am 1. September 2012 begann das Progymnasium seine Tätigkeit.
Ab August 2017 gab es eine Teilrenovierung der Innenräume (Austausch von Elektro- und Sanitärinstallationen, Abwasserleitungen, Entfernung einiger Klassenzimmerpodeste, Austausch nicht genutzter Türen usw.) im Wert von über 300.000 Euro.
2017 lernten 1000 Schüler in zwei Schichten.
Seit September 2021 verfügt die Schule  über ein  Funktionsspielfeld, das ein 1500 Quadratmeter großes Fußballfeld mit Kunstrasen in FIFA-Qualität (FIFA Quality) beherbergt. Außerdem gibt es ein Mehrzweck-Basketball-, Tennis- und Volleyballfeld, dessen Ausrüstung bei Bedarf ausgetauscht werden kann, eine etwas unkonventionelle Kunstrasen-Laufbahn und eine Weitsprung-Grube für Leichtathletik.

## Direktoren
- Gražina Sadauskienė (2012–2013)
- Tomas Jankūnas (seit 2013)